# Hulubești
Hulubești est une commune du județ de Dâmbovița en Roumanie.